# Profili
Profili (georgiska: პროფილი, svenska: profil) är ett TV-program som sänds på den georgiska TV-kanalen Rustavi 2.
Programmet är en talkshow som bjuder in kända georgiska personer, främst inom musik. Bland annat har sångerskorna Lela Tsurtsumia samt Keti Ordzjonikidze deltagit i programmet. Även icke-mediala personer medverkar i programmet och berättar om sina livshistorier. Programmet sänds varje torsdag klockan 22:00. Programledare är Maia Asatiani.